# Sandstedt
Sandstedt is een ortschaft van de Duitse gemeente Hagen im Bremischen in de deelstaat Nedersaksen. Tot 1 januari 2014 was Sandstedt een zelfstandige gemeente en maakte hij deel uit van de Samtgemeinde Hagen.
Sandstedt ligt aan de Wezer en heeft een veerverbinding met Golzwarden, gemeente Brake. Daar bevindt zich ook het dichtstbijzijnde spoorwegstation. Op 2½ km ten oosten van Sandstedt kruist de Autobahn A 27 op afrit 12 de weg van Sandstedt naar Weißenberg en het 3 km ten oost-zuidoosten daarvan gelegen Hagen im Bremischen. Deze laatste plaats is per belbus verbonden met Sandstedt.

## Bezienswaardigheden, toerisme
- De evangelisch-lutherse Johannes-de-Doperkerk in het dorp is vooral van binnen zeer bezienswaardig. De huidige kerk dateert van 1420, de toren van 1613.
- Sandstedt heeft een strandje en een haventje voor de pleziervaart aan de Wezer.
- Langs de Wezer staan ter hoogte van Sandstedt enkele, in het polderlandschap opvallende, bakens voor de scheepvaart.

## Afbeeldingen

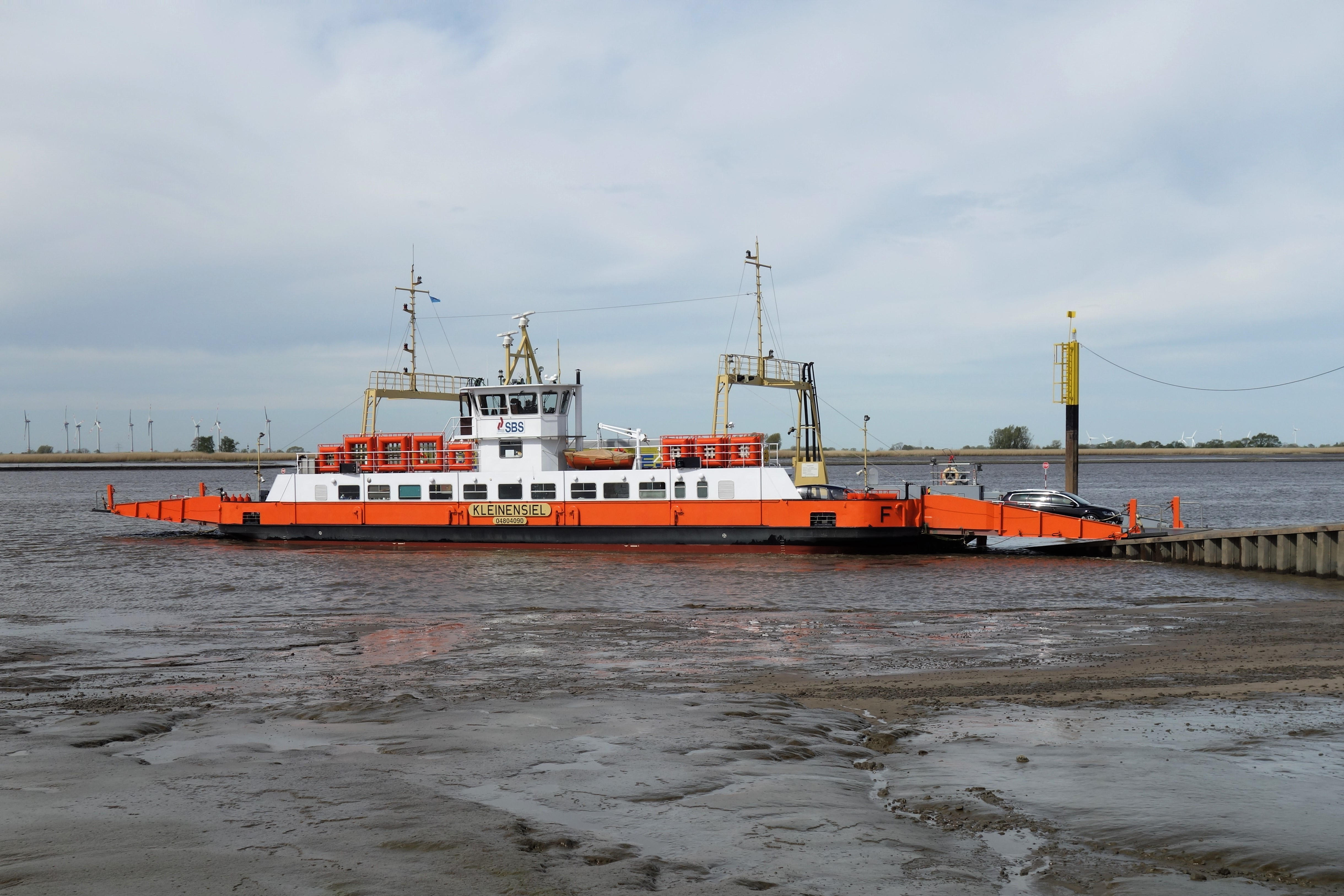
Pontveer Sandstedt-Brake, aan de Sandstedter oever van de Wezer
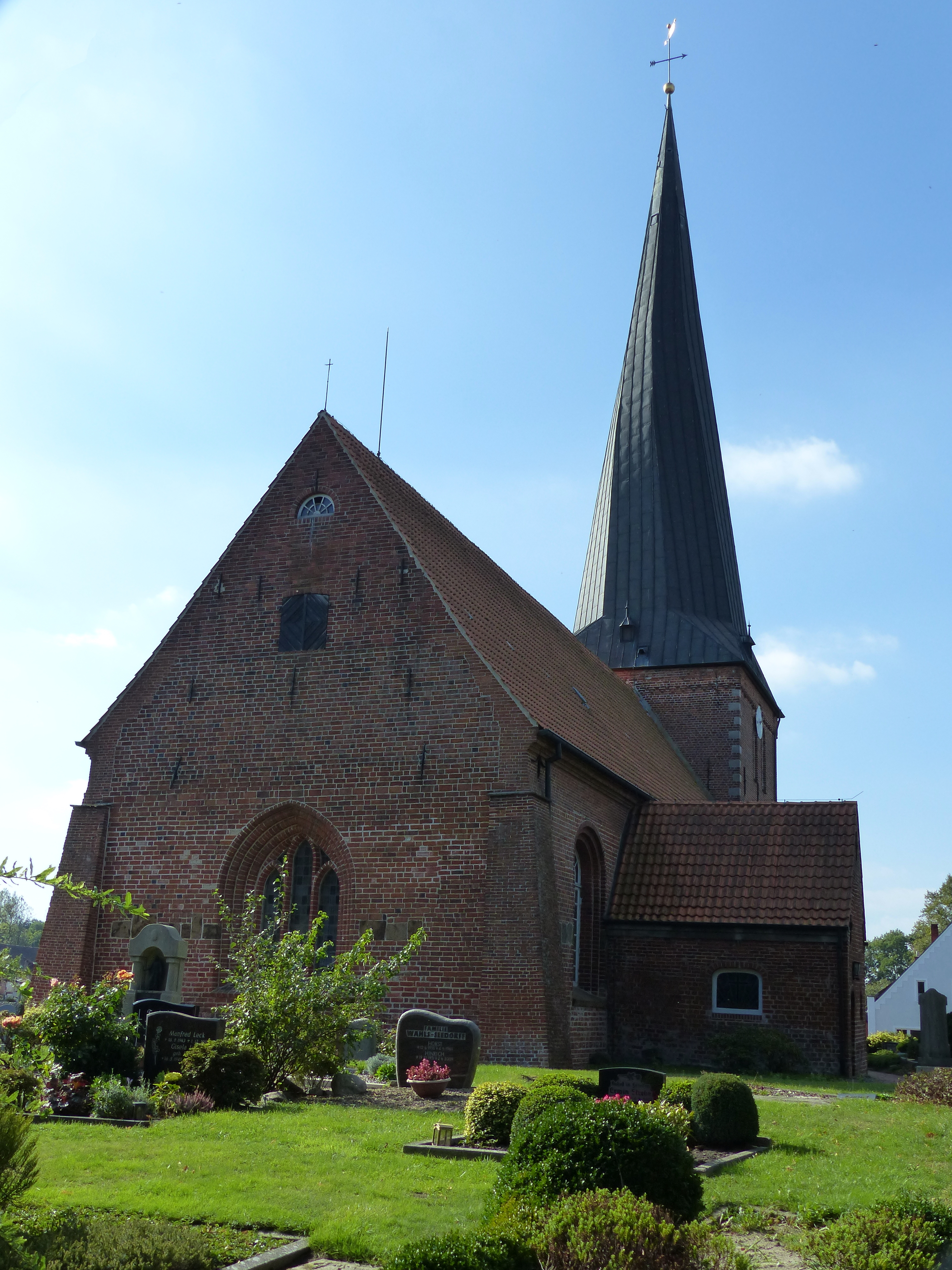
Sandstedt, Johannes-de-Doperkerk
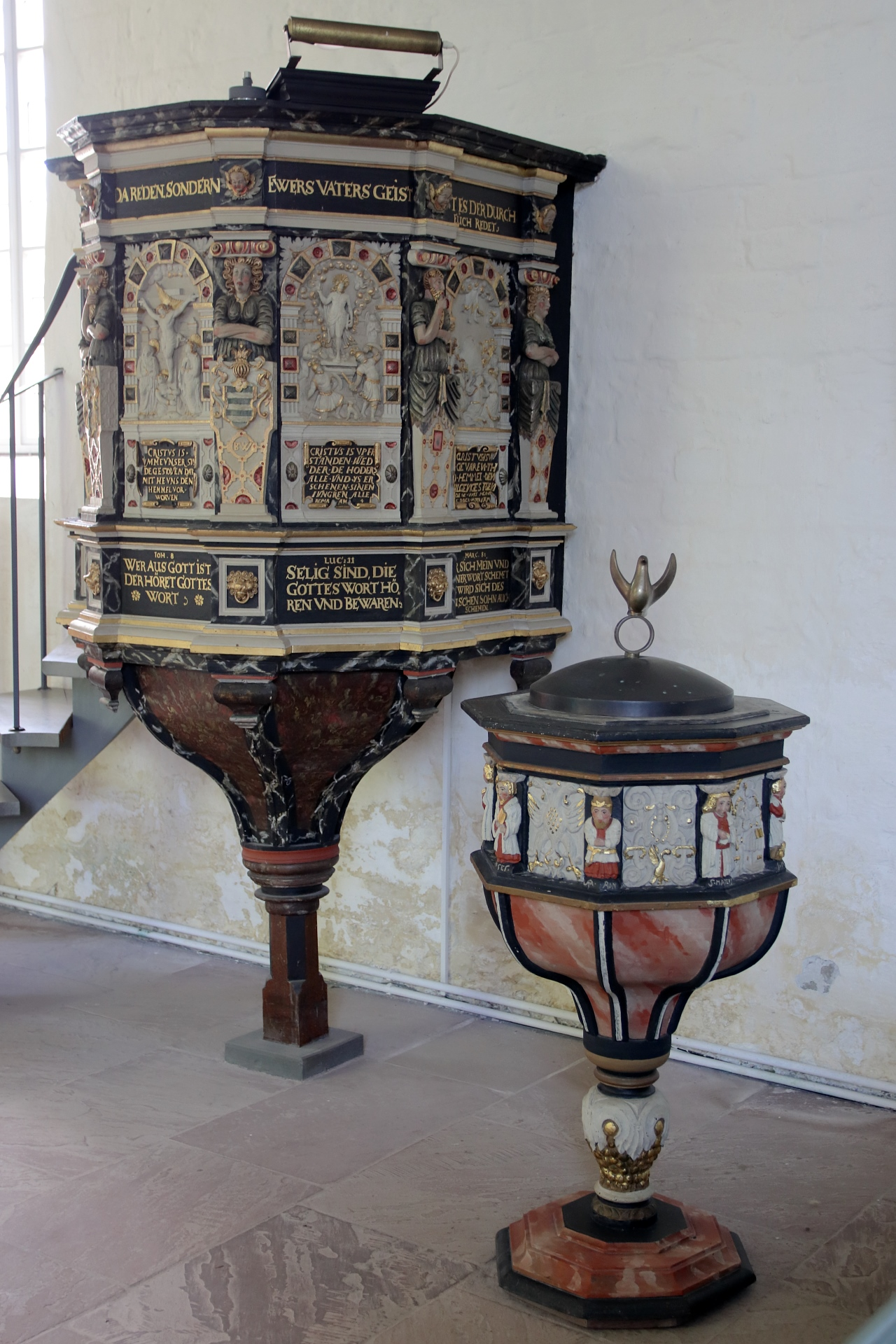
Kansel (17e eeuw) en doopvont in dit kerkgebouw
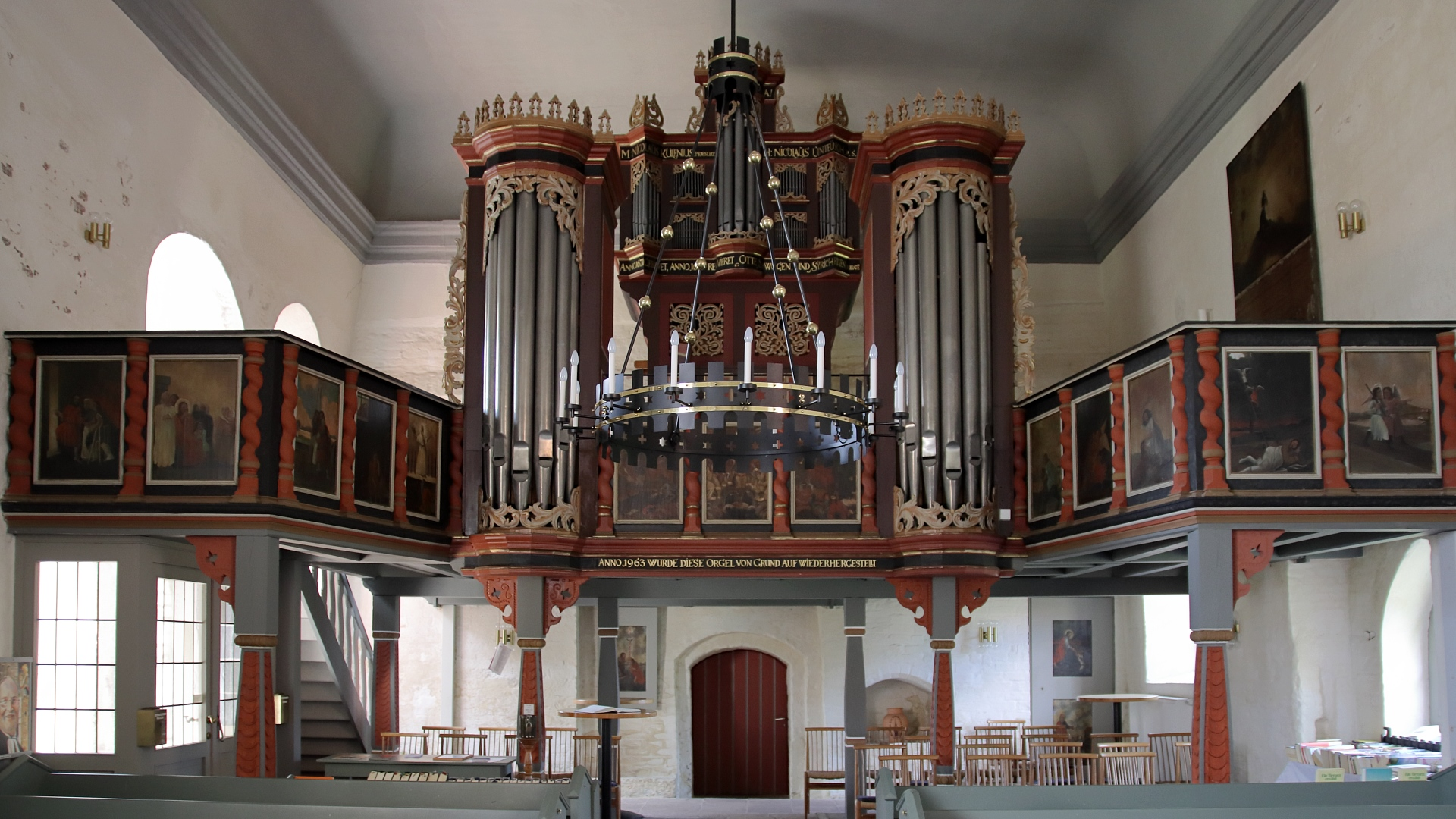
Orgel[1] (eind 17e eeuw) in dit kerkgebouw
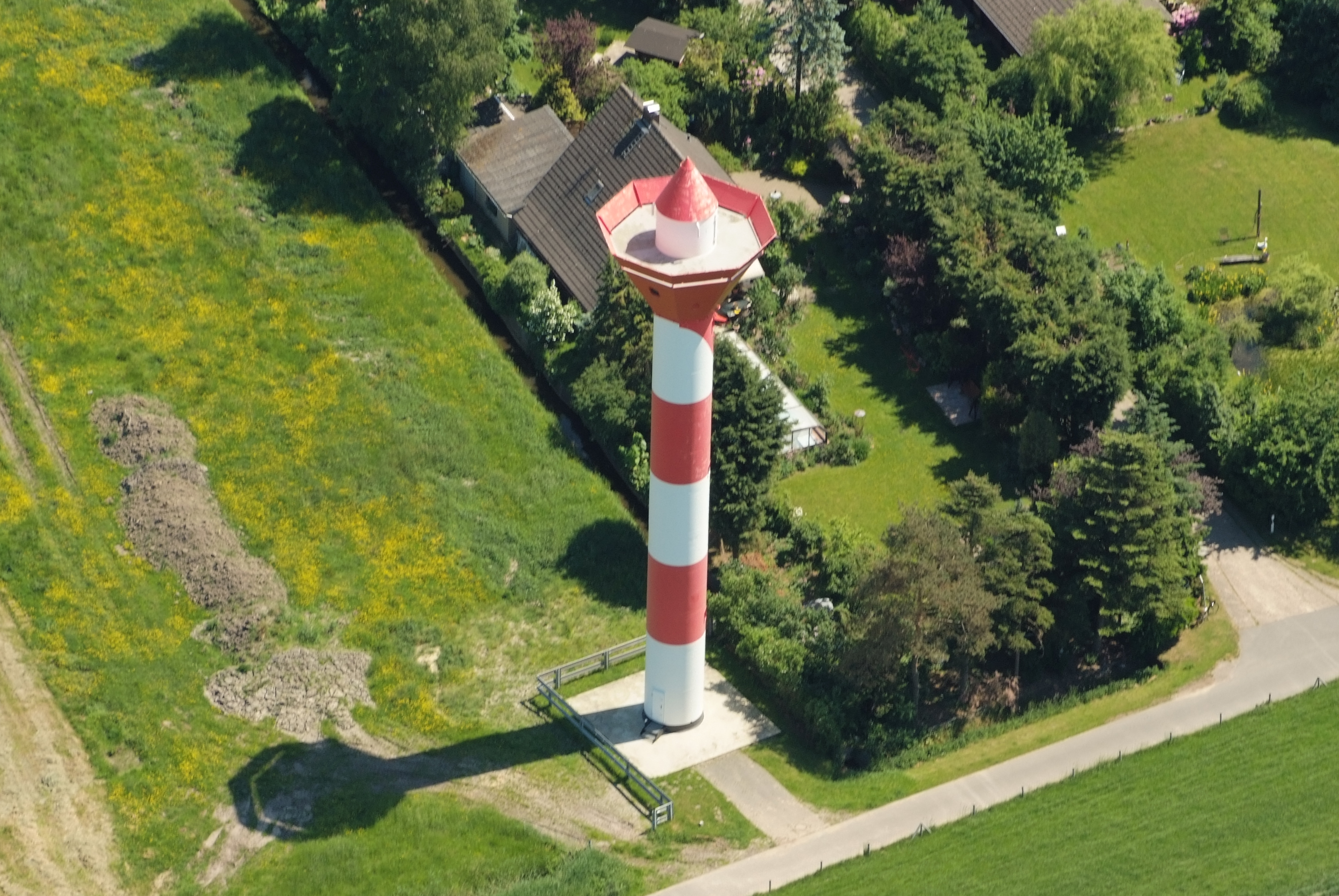
Scheepvaartbaken, zogenaamd Unterfeuer bij Sandstedt
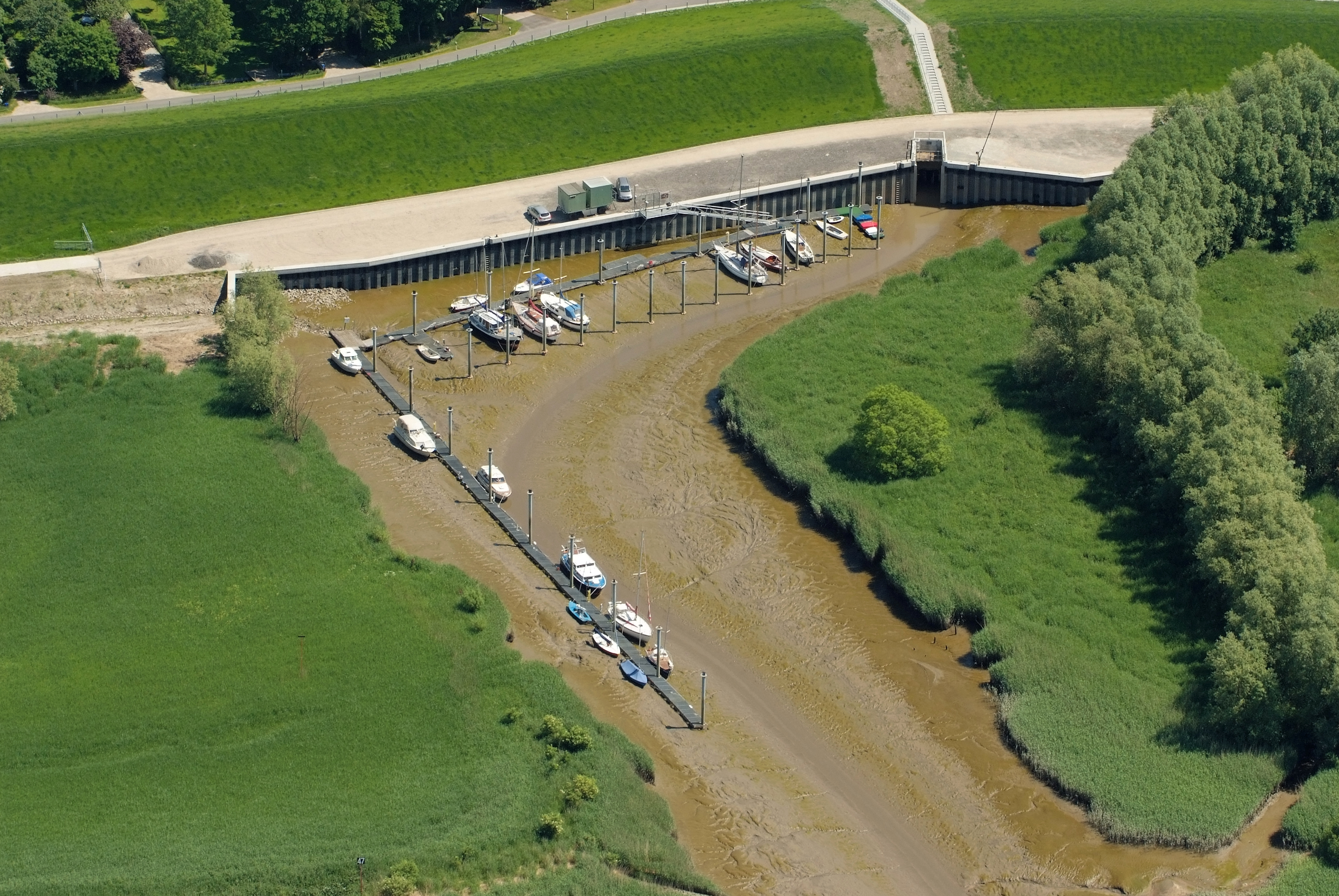
Haventje, foto genomen tijdens droogte

- Gemeinsame Normdatei: 4558878-8
- Library of Congress Control Number: n82045719
- Nationale Bibliotheek van Israël: 987007562285405171
- Virtual International Authority File: 131368801